# Chlorophorus trifasciatus
Espèce
Chlorophorus trifasciatus est une espèce d'insectes coléoptères de la famille des Cerambycidae, de la sous-famille des Cerambycinae, de la tribu des Clytini et du genre Chlorophorus.

## Morphologie
L'imago mesure entre 6 et 9 mm. Corps noir avec une pubescence blanchâtre, parfois rosée sur les élytres. Les antennes et les pattes rouges. Pronotum rouge à noir, avec un pubescence blanchâtre qui manque sur une bande transversale médiane. Élytres avec quatre bandes transversales pubescentes, la première n'atteignant pas l'épaule. Le mâle a les antennes plus longues (milieu des élytres) que la femelle (tiers supérieur de l'élytre).

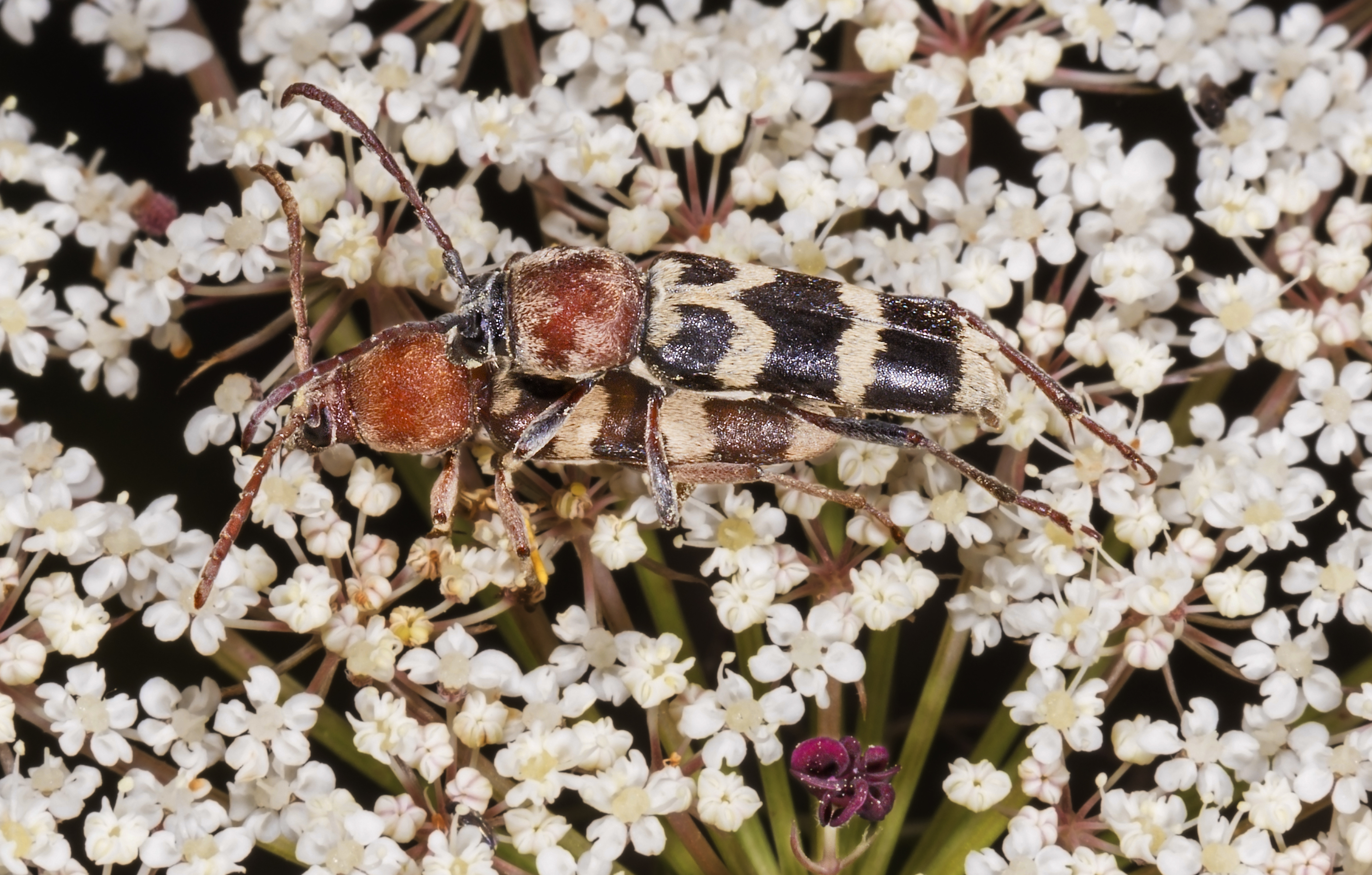
Accouplement - Fronton

## Biologie
Les larves se nourrissent de Coquesigrue (Ononis natrix).

## Répartition et habitat
Répartition
Europe méridionale, Afrique du Nord.
Habitat
Sur les fleurs, particulièrement les ombellifères ; de mai à juillet.

## Systématique
- L'espèce Chlorophorus trifasciatus a été décrite par le naturaliste danois Johan Christian Fabricius en 1781[1], sous le nom initial de Callidium trifasciatum.
- La localité type est le Portugal.

### Synonymie
- Callidium trifasciatum Fabricius, 1781
- Chlorophorus portugallus Gmelin, 1790
- Chlorophorus aegyptiacus Ganglbauer, 1882